# Natriumbromit
Natriumbromit ist eine anorganische chemische Verbindung des Natriums aus der Gruppe der Bromite.

## Gewinnung und Darstellung
Natriumbromit kann durch Reaktion von Strontiumbromit mit Natriumcarbonat gewonnen werden.
Natriumbromit kann auch nach einer relativ komplexen Methode hergestellt werden, in der die Verbindung aus Natriumhydroxid, Brom und Chlor hergestellt wird.

## Eigenschaften
Natriumbromit ist ein schwach gelblicher Feststoff, der löslich in Wasser ist. Die Verbindung und ihr Trihydrat sind an der Luft nicht beständig. Sie ziehen Feuchtigkeit an und zersetzen sich dadurch. Ihre wässrige Lösungen reagieren alkalisch und sind ebenfalls unbeständig, wobei ein Alkalizusatz eine Stabilisierung bewirkt. Natriumbromit ist ein starkes Oxydationsmittel. Das Trihydrat besitzt eine trikline Kristallstruktur mit der Raumgruppe P1 (Raumgruppen-Nr. 2).
Bei Temperaturen über 100 °C zersetzt sich die Verbindung.
{\displaystyle {\ce {3 NaBrO2 -> 2 NaBrO3 + NaBr}}}

## Verwendung
Natriumbromit wird in der Textilveredlung (Entschlichtungsmittel für den oxidativen Stärkeabbau) verwendet. Durch Reaktion mit Bariumchlorid kann Bariumbromit gewonnen werden.
{\displaystyle {\ce {BaCl2 + NaBrO2 -> Ba(BrO2)2 + 2 NaCl}}}